# New Albany (Kansas)
New Albany es una ciudad ubicada en el condado de Wilson en el estado estadounidense de Kansas. En el año 2010 tenía una población de 56 habitantes y una densidad poblacional de 93,33  personas por km².

## Geografía
New Albany se encuentra ubicada en las coordenadas 37°34′4″N 95°56′22″O / 37.56778, -95.93944 (37.567805, -95.939453).

## Demografía
Según la Oficina del Censo en 2000 los ingresos medios por hogar en la localidad eran de $23,125 y los ingresos medios por familia eran $27,500. Los hombres tenían unos ingresos medios de $18,125 frente a los $12,188 para las mujeres. La renta per cápita para la localidad era de $8,622. Alrededor del 25.0% de la población estaban por debajo del umbral de pobreza.